# Saint-Just-sur-Dive
Saint-Just-sur-Dive – miejscowość i gmina we Francji, w regionie Kraj Loary, w departamencie Maine i Loara.
Według danych na rok 2010 gminę zamieszkiwały 404 osoby, a gęstość zaludnienia wynosiła 55 osób/km².